# Кристоф Мартин Виланд
Кристоф Мартин Виланд (на немски: Christoph Martin Wieland) е немски писател, поет, драматург и преводач. Виланд е сред най-значимите писатели на немското Просвещение и е най-възрастният член на класическото съзвездие от ваймарски творци наред с Йохан Готфрид Хердер, Йохан Волфганг Гьоте и Фридрих Шилер. Кристоф Мартин Виланд е известен като автор на първия образователен роман „Историята на Агатон“, както и с епическата поема „Оберон“, залегнала в сюжета на едноименната романтическа опера от Карл Мария фон Вебер.

## Живот и творчество
Кристоф Мартин Виланд е роден на 5 септември 1733 г. в село Оберхолцхайм, придадено към Биберах – най-северния град на немската провинция Баден-Вюртемберг.
Бащата на Виланд е пастор и полага много грижи да даде на сина си добро образование. След градското училище в Биберах Виланд на 12-годишна възраст постъпва в гимназията на бенедиктинския манастир Бреге край Магдебург. Когато завършва през 1749 г., той свободно чете латинските класици и водещите съвременни френски автори. Любимите му немски поети са Брокес и Клопщок.
През лятото на 1750 г. Виланд се влюбва в братовчедка си Софи Гутерман и това го вдъхновява да напише първата си амбициозна творба – дидактическата поема в шест книги „Природата на нещата“, която публикува анонимно през 1752 г.
През 1750 г. Виланд става студент по право в Тюбингенския университет, но прекарва времето си повече в литературни занимания. Поемите, които написва като студент – „Херман“ (1751) (незавършена), „Дванадесет моралистични писма в стихове“ (1752) и „Анти-Овидий или Изкуството да обичаме“ (1752) – са издържани в духа на пиетизма и издават влиянието на Клопщок.
Виланд праща поемата си „Херман“ на швейцарския писател и литературен реформатор Йохан Якоб Бодмер и тя привличат вниманието му. Бодмер кани Виланд да го посети в Цюрих през лятото на 1752 г. В Швейцария Виланд остава до 1760 г., като последната година прекарва в Берн, където си намира работа като частен учител.
В този ранен творчески период (1752 – 1763) Виланд изгражда своя литературен стил. Тук спадат „Писма на мъртвите до оцелелите приятели“ и „Изпитанието на Авраам“ (1753), както и трагедията „Клементина от Порета“ (1760), повлияна от Самюел Ричардсън.
От средата на 1760 г. започва зрелият период в творчеството на Виланд (1764 – 1813), в който той се развива като писател в стила рококо. Пиетистката светонагласа тук е заменена от рационализъм и хедонистично настроение. Това проличава в романа „Победата на природата над мечтателството или Приключенията на Дон Силвио от Росалва“ (1764), като и в творбата му „Идрис и Зениде“ (1768).
В центъра на този период са трите най-важни произведения на Виланд: философският роман „Историята на Агатон“ (1766 – 1767), който наред с „Вилхелм Майстер“ на Гьоте е смятан за най-значимия немски образователен роман на XVIII век. Виланд го е писал дълги години и в него развива възгледите си за съвършения човек като хармонично развита личност в духа на Шафтсбъри, представляваща синтез между разум и страст, между добродетелите и потребностите на плътта.
Ако в „Агатон“ Виланд разсъждава за съвършения човек, то романът му „Историята на абдерците“ (1774 – 1780) е посветен на реални хора с техните недостатъци. В забавни истории за глупавите деянеия на гражданите на гръцкия град Абдера Виланд се разкрива като майстор на иронията, което го уподобява с Волтер, но най-вече със Суифт. Но докато Волтер разпростира своята ирония и дори скептицизъм в областта на социалната сатира, Виланд се ограничава до лека насмешка над човешките пороци.
Съвършената творба на Виланд е фантастичният епос в стихове „Оберон“ (1780). За него Гьоте казва: „Докато поезията е поезия, златото злато, а кристалът кристал, „Оберон“ ще предизвиква всеобща любов и удивление като шедьовър на поетическото изкуство“. В тази творба най-добре се изявява същността на Виланд като поет в стила рококо с така характерните му любов към орнамента, игра с ярки цветове и развихрена фантазия.
В „Оберон“ се редуват картини на селска простота и ориенталски разкош, градска суматоха и отшелнически живот, диви пустини и мирни ливади, рицарски битки и магически танци, весели празненства и страшни корабокрушения. Виланд може да бъде наречен най-големият орнаменталист в немското рококо. Той е забавен, елегантен, за него казват, че е придал на немския език френска лекота и гъвкавост. Още съвременниците му го смятат за изключителен майстор на стила.
Значителна е дейността на Виланд и като преводач: претворените от него драми на Шекспир са изиграли важна роля в историята на немската култура. Виланд превежда също произведения на Лукиан, Хораций и Цицерон, както и римокатолическия химн от XIII век „Стабат матер“.

## Признание
- През 1808 г. Виланд заедно с Гьоте е удостоен от Наполеон с титлата Рицар на Ордена на почетния легион.
- През 1808 г. Цар Александър I удостоява Виланд (заедно с Гьоте) с руския орден Света Анна.
- Няколко институции в Германия са посветени на живота и творчеството на Кристоф Мартин Виланд.
- В град Биберах е създаден Архив Виланд и Музей Виланд.
- В Биберах и Ваймар са издигнати паметници на Виланд.
- През 1979 г. е учредена литературната награда „Кристоф Мартин Виланд“, давана два пъти годишно за изтъкнати художествени преводи.
- Държавно основно училище във Ваймар носи името „Кристоф Мартин Виланд“.